# HD 150177
HD 150177，又名BD-09 4430，SAO 141298、HR 6189，是一颗恒星，视星等为6.35，位于銀經7.57，銀緯23.68，其B1900.0坐标为赤經16h 34m 10.8s，赤緯-9° 23.68′ 11″。